# Territoire de Belfort
Das Territoire de Belfort [teʀiˌtwaʀdəbɛlˈfɔːʀ] ist das französische Département mit der Ordnungsnummer 90 und eines der kleinsten nach Einwohnerzahl. Es liegt im Osten des Landes in der Region Bourgogne-Franche-Comté, Hauptort ist Belfort.

## Geographie
Das Territoire de Belfort grenzt im Norden auf der Höhe des Elsässer Belchen (Ballon d’Alsace) für wenige Kilometer an das Département Vosges, im Osten an das Département Haut-Rhin, im Süden an den Schweizer Kanton Jura, im Südwesten an das Département Doubs sowie im Westen an das Département Haute-Saône. Es ist Hauptbestandteil der Burgundischen Pforte.

## Wappen
Beschreibung: In Blau drei goldene Zwillingsfäden, über denen ein goldener Zinnenturm mit offenem Tor und blau belichteten Fenstern liegt.

## Geschichte

Das Territoire de Belfort entstand durch die Abtretung Elsass-Lothringens 1871

Das Gebiet des Départements war bis 1871 der südwestlichste Teil des Départements Haut-Rhin. Als dieses 1871 infolge des Vertrags von Frankfurt, der den Deutsch-Französischen Krieg beendete, als Teil Elsass-Lothringens an das Deutsche Reich abgetreten werden musste, blieb das Territoire de Belfort bei Frankreich. Dies geschah aus primär außenpolitischen Gründen. Otto von Bismarck wollte eine Grenzziehung, die sich im Wesentlichen an der Sprachgrenze orientierte. Dieser Verlauf entlang der Sprachgrenze sollte die internationale Akzeptanz der neuen Grenzziehung erhöhen und französischen Revisionswünschen entgegenwirken. Die preußischen Militärs befürworteten diesen Verlauf mit geringen Anpassungen ebenfalls, um eine möglichst kurze Grenzlinie zu erreichen.
Der Verlauf der neuen deutsch-französischen Staatsgrenze im südlichen Elsass orientierte sich im Wesentlichen an der deutsch-französischen Sprachgrenze. Die einzige Abweichung der Sprach- von der Staatsgrenze stellten drei Ortschaften im Umfeld des Ortes Montreux-Vieux (dt. Altmünsterol) dar. Dieser Grenzvorsprung ergab sich aus dem Verlauf der Eisenbahnstrecke und der Lage des Grenzbahnhofes Altmünsterol. Das aus dem abgetrennten Südteil des Sundgaus entstandene französische Département erhielt die Bezeichnung Territoire de Belfort. Es umfasste ausschließlich französischsprachige Orte. 
Das Territoire de Belfort hatte in Frankreich zunächst einen besonderen Status mit einem administrateur, der im Rang zwischen einem Präfekten und einem Unterpräfekten stand, und einer commission, deren Mitglieder (commissaires) nach den Regeln für die Generalräte gewählt wurden.
Nach der Rückgliederung des Départements Haut-Rhin 1919 wurde das Territoire de Belfort nicht wieder mit diesem vereinigt. 1922 wurde die Amtsbezeichnung des Repräsentanten des Staates von administrateur du territoire de Belfort nach préfet du territoire de Belfort – noch immer mit kleingeschriebenem Gattungsnamen territoire – geändert, was der einzige offizielle Akt ist, der die Endgültigkeit der Existenz des Territoire de Belfort bestätigt. 1941 erhielt es im Code officiel géographique die Nr. 90 außerhalb der alphabetischen Reihenfolge.
Heute wird das Territoire de Belfort als reguläres Département Frankreichs betrachtet. Die Mehrheit der Bewohner fühlt sich inzwischen mehr der Franche-Comté als dem Elsass zugehörig. Jahrhundertelang war das Territoire de Belfort Teil des Sundgaus, eines relativ großen und geschlossenen Herrschaftskomplexes zwischen Belfort und Basel, der 1648 von Österreich zu Frankreich kam. Der Grenzverlauf zwischen dem burgundischen Raum und dem elsässisch-alemannischen Raum hatte in den letzten Jahrhunderten immer wieder hin- und hergependelt, nicht nur im Bereich der Burgundischen Pforte, sondern vor allem auch in der heutigen Schweiz.
Von 1960 bis 2015 war das Département ein Teil der Region Franche-Comté, die zum 1. Januar 2016 in der Region Bourgogne-Franche-Comté aufging.

## Städte
Die bevölkerungsreichsten Gemeinden des Territoire de Belfort sind:
| Stadt     | Einwohner (2022) | Arrondissement |
| --------- | ---------------- | -------------- |
| Belfort   | 45.646           | Belfort        |
| Delle     | 05.677           | Belfort        |
| Valdoie   | 05.193           | Belfort        |
| Beaucourt | 04.985           | Belfort        |

## Verwaltungsgliederung
Das Département Territoire de Belfort gliedert sich in 1 Arrondissement, 9 Kantone und 101 Gemeinden.

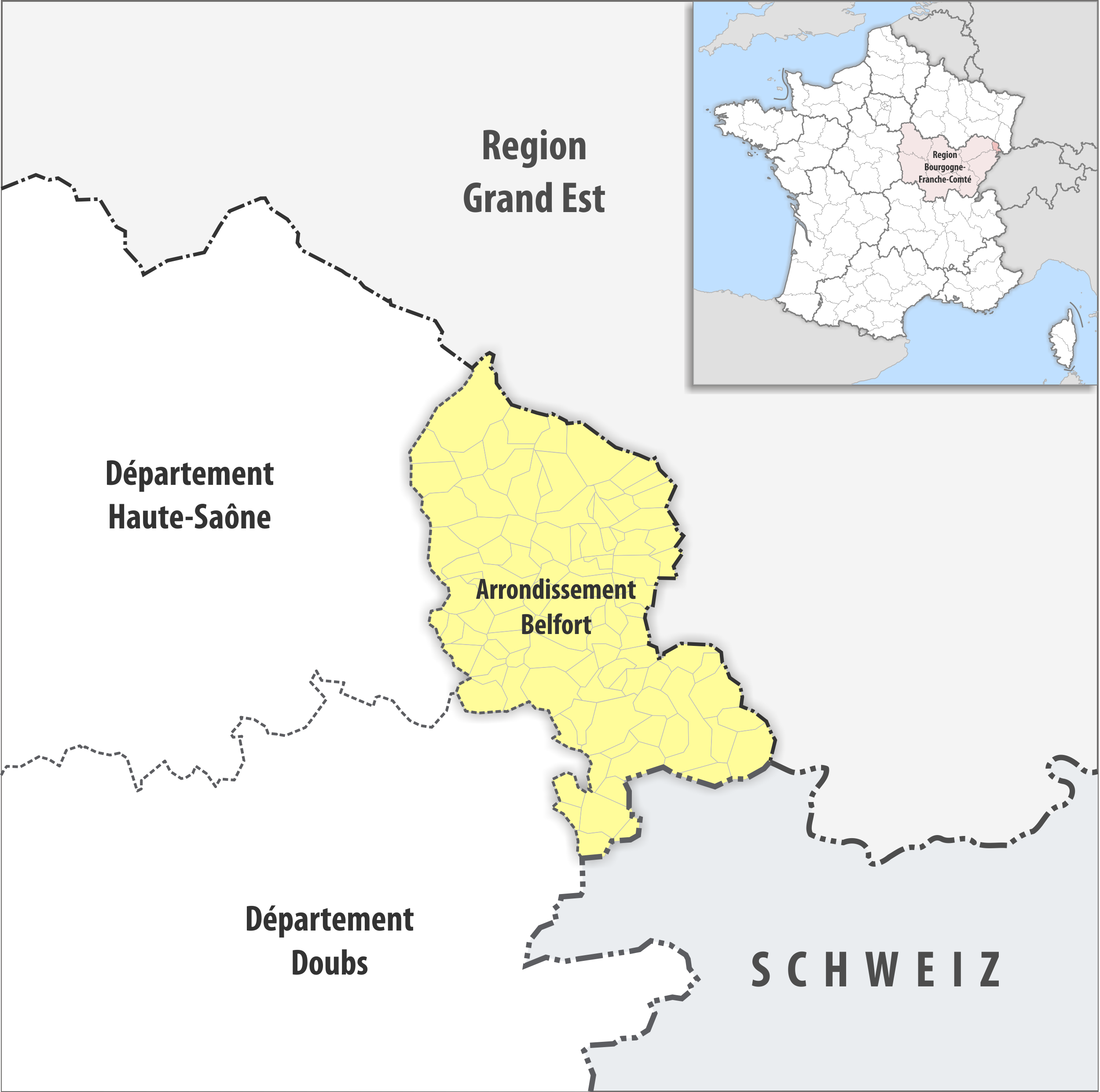
Gemeinden und Arrondissemente im Département Territoire de Belfort

| Arrondissement                    | Kantone | Gemeinden | Einwohner 1. Januar 2022 | Fläche km² | Dichte Einw./km² | Code INSEE |
| --------------------------------- | ------- | --------- | ------------------------ | ---------- | ---------------- | ---------- |
| Belfort                           | 9       | 101       | 140.082                  | 609,44     | 230              | 901        |
| Département Territoire de Belfort | 9       | 101       | 140.082                  | 609,44     | 230              | 90         |